# Episodi di Giudice di notte (terza stagione)
La terza stagione della serie televisiva Giudice di notte è stata trasmessa in anteprima negli Stati Uniti d'America dalla NBC tra il 26 settembre 1985 e l'8 maggio 1986.
| nº | Titolo originale                 | Titolo italiano | Prima TV USA      | Prima TV Italia |
| -- | -------------------------------- | --------------- | ----------------- | --------------- |
| 1  | Hello, Goodbye                   |                 | 26 settembre 1985 |                 |
| 2  | The Hostage                      |                 | 3 ottobre 1985    |                 |
| 3  | Dad's First Date                 |                 | 17 ottobre 1985   |                 |
| 4  | Mac and Quon Le: No Reservations |                 | 24 ottobre 1985   |                 |
| 5  | Halloween Too                    |                 | 31 ottobre 1985   |                 |
| 6  | Best of Friends                  |                 | 7 novembre 1985   |                 |
| 7  | Dan's Boss                       |                 | 14 novembre 1985  |                 |
| 8  | Up on the Roof                   |                 | 28 novembre 1985  |                 |
| 9  | Wheels of Justice (Part 1)       |                 | 5 dicembre 1985   |                 |
| 10 | Wheels of Justice (Part 2)       |                 | 12 dicembre 1985  |                 |
| 11 | Walk Away, Renee                 |                 | 19 dicembre 1985  |                 |
| 12 | Dan's Escort                     |                 | 9 gennaio 1986    |                 |
| 13 | The Night Off                    |                 | 16 gennaio 1986   |                 |
| 14 | Harry and Leon                   |                 | 23 gennaio 1986   |                 |
| 15 | The Apartment                    |                 | 30 gennaio 1986   |                 |
| 16 | Leon, We Hardly Knew Ye          |                 | 6 febbraio 1986   |                 |
| 17 | The Mugger                       |                 | 20 febbraio 1986  |                 |
| 18 | Could This Be Magic?             |                 | 27 febbraio 1986  |                 |
| 19 | Monkey Business                  |                 | 6 marzo 1986      |                 |
| 20 | The Retirement                   |                 | 13 marzo 1986     |                 |
| 21 | Hurricane (Part 1)               |                 | 1º maggio 1986    |                 |
| 22 | Hurricane (Part 2)               |                 | 8 maggio 1986     |                 |